# Cascajal (Bolívar)
Cascajal es un centro poblado perteneciente al Corregimiento 2 del municipio colombiano de Magangué, en el departamento de Bolívar. Es considerado el centro poblado más poblado e importante del municipio. Situada a orillas de la ciénaga Cascaloa. Fundado por Don Antonio de la Torre y Miranda el 24 de octubre de 1776. Tiene aproximadamente 10.000 habitantes.

## Propuesta de elevación a municipalidad
De hace varios años existe una propuesta para la creación de un nuevo municipio colombiano en el departamento de Bolívar entre los habitantes de los centros poblado de Betania, Ceibal, El Cuatro, Juan Arias, La Pascuala, Las Brisas, Puerto Kennedy, San Rafael de Cortina, Tacaloa y como cabecera municipal: Cascajal, del cual este último llevaría el nombre de esta nueva municipalidad. Se desprendería del municipio de Magangué.